# Гаплогруппа R (мтДНК)
Гаплогруппа R — гаплогруппа митохондриальной ДНК человека.

## Происхождение
Гаплогруппа R является потомком макрогруппы N и по древности, широте распространения и количеству групп-потомков сама может быть названа макрогруппой. Вероятно, возникла на Ближнем Востоке вскоре (всего через несколько тысяч лет) после заселения его людьми (около 55 тыс. л. н.). В дальнейшем из этого региона была осуществлена экспансия, так что носители группы R (зачастую вместе с другими субкладами группы N) распространились: на юг в Аравию и северо-восточную Африку, на восток по Иранскому нагорью, далее в Центральную Азию до Алтая и на Индостан, на север в Анатолию, на Кавказ и далее в восточную Европу.
Субклады R5, R6, R7, R8, R30, R31 являются автохтонными гаплогруппами в Индии. В наборе данных по Центральной Азии (Comas et al. 2004) из 232 линий только 2 принадлежат к R5.
К потомкам этой группы относятся B, UK (и её потомки U и K), F, R0 (и её потомки HV, H, и V), а также pre-JT (и её потомки JT, J и T).

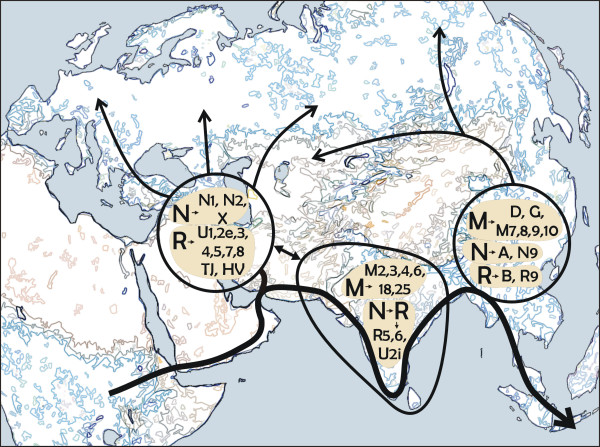
Миграции мтДНК

## Палеогенетика
Митохондриальная гаплогруппа R* была обнаружена у палеосибиряка из Усть-Ишима (Усть-ишимский человек), жившего 45 тыс. лет назад, но в 2016 году команда Позника классифицировала у усть-ишимца митохондриальную гаплогруппу U*.
Гаплогруппу R определили у представителея культуры линкомбьен-ранис-ежмановице из пещеры Ильзенхёле (Ранис, Тюрингия), жившего около 45 тыс. лет назад.
Гаплогруппа R определена у позднепалеолитического образца CC7-2289 (ок. 44 тыс. л. н.) из  пещеры Бачо Киро в Болгарии
К гаплогруппе R* относится митохондриальный геном молочного зуба из пещеры Фумане (it:Grotta di Fumane), найденный в слое возрастом 41 110 — 38 500 лет (протоориньяк).
У останков девушки Пальиччи 23 (en:Paglicci 23) из итальянской пещеры Пальиччи возрастом около 28 тыс. лет была обнаружена кембриджская эталонная последовательность (en:Cambridge Reference Sequence) HVR1, указывающая на то, что индивидуум имел либо митохондриальную гаплогруппу R, либо митохондриальную гаплогруппу H. Анализ ДНК кроманьонца Paglicci-12, жившего около 24 тыс. лет назад, показал, что он принадлежал к митохондриальной гаплогруппе R.
У обитательницы Афонтовой горы AG-3, жившей 16 930—16 490 лет назад, была обнаружена субклада R1b.
R1 определена у образца yak025 (14 865—14 590 лет до н. э.) из пещеры Хайыргас (Khaiyrgas Cave, дюктайская культура). У образца Khaiyrgas-1 из Якутии (16,9 тыс. л. н.) определена R1b.
R9c1b определили у образца Qihe3 (11 747—11 356 лет до настоящего времени) из провинции Фуцзянь в Китае.
R2-a* определили у образца AH2 (8205—7756 лет до н. э.) из Тепе Абдул-Хосейн (Tepe Abdul Hosein) в Иране (шахрестан Нурабад).
R11 определили у образца NE35 (AR8.9K, ARpost9K, 9131—8770 лет до настоящего времени) из Амурского региона (Китай).
R3 обнаружена у представителя неолита Венгрии, жившего ок. 7500 лет назад. 
R1b определена у мезолитических обитателей UzOO76, UzOO77_new 7200 л. н. Южного Оленьего острова.
R1a определили у энеолитических образцов I2055 (Unakozovskaya, 6533 л. н.) и I2056 (Unakozovskaya, 6477,5 л. н.) с Северного Кавказа (Унакозовская пещера на ручье Мешоко).
R1b1 определена у представительницы эстонской культуры боевых топоров SOP002 (2864—2495 лет до н. э.) из могильника Сопе в уезде Ида-Вирумаа.
R1a определили у представителя новосвободненского этапа майкопской культуры I6268 (5564 л. н.) из урочища Клады в Адыгее.
R1a1a определили у образца MK5009.A0101 с Северного Кавказа (Marinskaya 5, 4710 л. н.).
R1b1 определена у образца GLZ003 из Глазково (Glazkovskoe predmestie, Иркутская область), датирующегося возрастом 4519—4417 л. н. (ранний бронзовый век Байкала).
R1a определили у представителей дарквети-мешоковской культуры (накольчатой жемчужной керамики) эпохи позднего энеолита.
R1b определена у образца эпохи бронзы Anosovo-1 из Забайкалья (ок. 4 тыс. л. н.).
R1b определили у представителя посткатакомбной лолинской культуры NV3001 (Nevinnomiskiy 3, 3970,5 л. н.) в Калмыкии (Лола).
R1b1 определили у образца BIY002.A0101 (III—II века до н. э., саргатский горизонт) из урочища Горная Бития на реке Ишим, расположенного в 8 км к юго-западу от деревни Нижняя Ильинка (Омская область).
R+16189 определили у тибетского образца C4568 (Piyangjiweng, префектура Нгари, 2300 л. н.).
R1b1 определили у таримской мумии L5213 (2000—1800 л. н.).
R11 обнаружена у неклассифицированного образца KHI001 (средне-поздний бронзовый век) из Восточно-Евразийской степи с Алтая.
R1a определили у образца ALA135 (1876—1636 лет до н. э.) из Телль-Атчана (Алалах, Турция).
R1b1 определили у представителей унетицкой культуры из Чехии I14191 (Czech_EBA_Unetice, 3850 л. н.).
R1b1 обнаружена у образца I3860 (Oy-Dzhaylau III, 3626 л. н.) из среднего-позднего бронзового века Казахстана (Oy_Dzhaylau_MLBA_o).
R9b1a3 определили у образца LayiKD01 (1532—1403 л. н.), R9b1b — у образца QinchangKD14 (1545—1407 л. н.) из Китая (Гуанси-Чжуанский автономный район).
R1a1a обнаружена в образце из могильника Канагех (Kanagegh, Армения) возрастом 1500—1300 лет до нашей эры.
R1b1 обнаружена у обитателя Неркин-Геташена (Nerqin Getashen, Армения), жившего 1400—1200 лет до нашей эры.
У образцов из района Хафт-Тапе периода среднего Элама определены митохондриальные гаплогруппы R2 и R5.
R6 определена у представителя кобанской культуры из могильника Заюково-3, расположенного близ села Заюково в Баксанском районе Кабардино-Балкарской республики (VIII—VI века до н. э.).
R9 определена у образца из висячих гробов из Юньнани.
R30 определили у человека с южноазиатской примесью в 40–50 % с кладбища Ват Комноу (Vat Komnou) в Ангкор-Борее (Камбоджа), жившего в начале 1-го тысячелетия (95%-й доверительный интервал — 78—234 гг., калиброванная дата).
R0a1 определена у образцов с христианского кладбища R (∼650—1000 гг.) на острове Кулубнарти в Северном Судане.
R11a обнаружена у позднесредневекового образца DEC01/SHR001 из Монголии.
R1a1a обнаружена у норвежского образца VK114 из Тронхейма (XII—XIII век).
R9b1b определили у образца HuatuyanNL18 (500 л. н.), R+16189 — у образца HuatuyanNL19 (455—294 л. н.) из Китая (Гуанси-Чжуанский автономный район).

### Общие сведения
- Ian Logan’s Mitochondrial DNA Site
- PhyloTree.org - mtDNA tree Build 17 (18 Feb 2016): subtree R
- R YFull MTree 1.02.00 (under construction)

### Гаплогруппа R
- - Spread of Haplogroup R, from National Geographic